# 九鬼隆平
九鬼 隆平（くき りゅうへい、1998年9月5日 - ）は、大阪府枚方市出身のプロ野球選手（捕手）。右投右打。横浜DeNAベイスターズ所属。

## 経歴

### プロ入り前
枚方香里フェニックスで野球を始める。枚方市立蹉跎小学校6年時にはNPB12球団ジュニアトーナメントに臨むオリックスバファローズジュニアでプレー。中学時代はオール枚方ボーイズに所属し、全国制覇を経験。主に8番打者であった。
秀岳館高校では主将として3年春と3年夏の2度、甲子園に出場しいずれも4強。第11回 BFA U-18アジア選手権大会でも主将を務め、4番打者として優勝に貢献、優秀守備選手の表彰を受ける。甲子園通算8試合、打率.281（32打数9安打）、5打点。高校通算26本塁打。野球部には2学年先輩に藤吉優、宮本秀明、同期に松尾大河、1学年後輩に田浦文丸がいる。

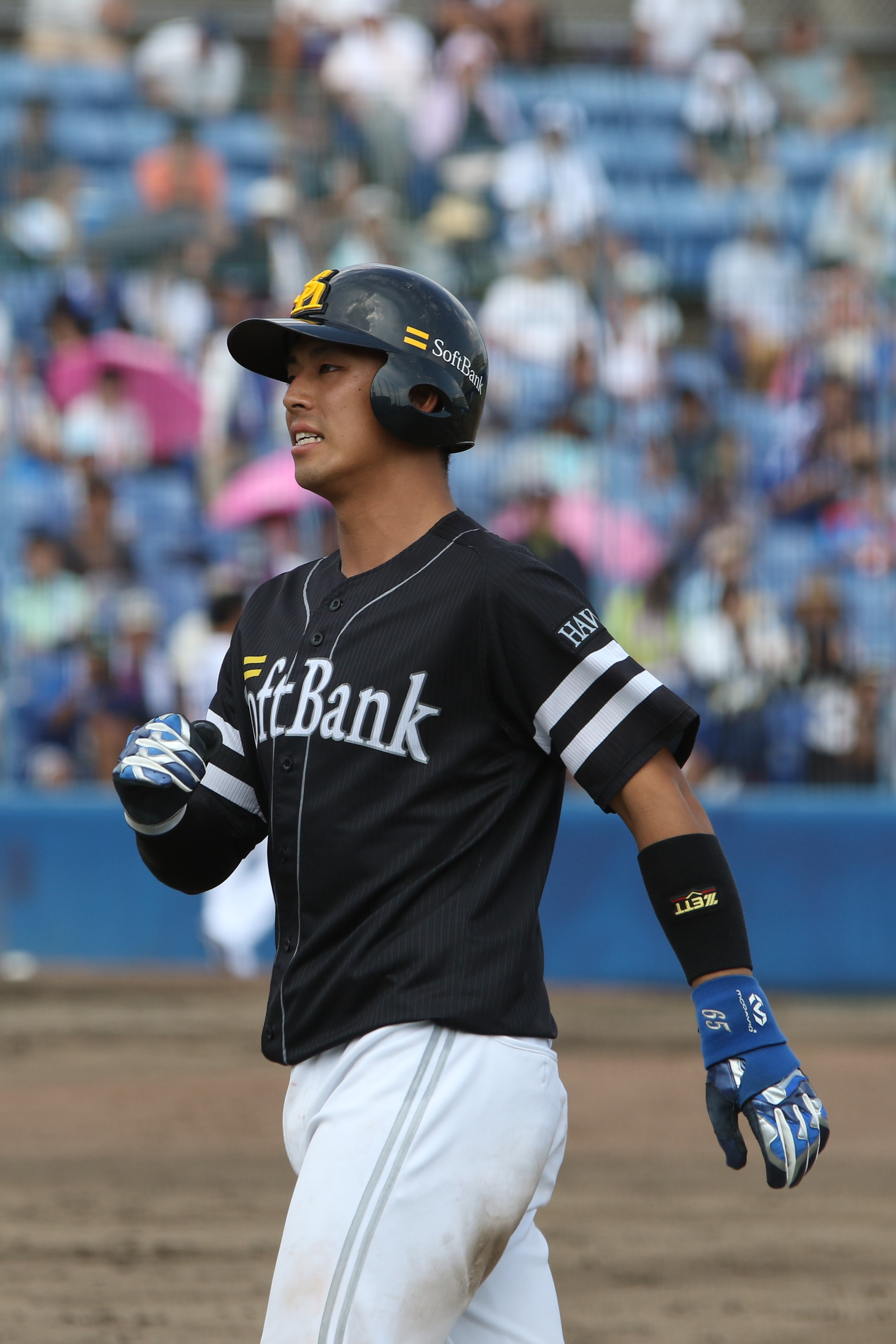
福岡ソフトバンクホークス時代（2019年8月24日 ナゴヤ球場）

2016年10月20日に行われた2016年度ドラフト会議にて、福岡ソフトバンクホークスに3位指名を受け、11月12日に契約金5000万円、年俸600万円（金額は推定）で契約合意に達し、11月22日に福岡ソフトバンクホークスの新人選手入団会見が行われ、入団が正式に発表された。背番号は65。

### ソフトバンク時代
2017年、3月17日に行われたウエスタン・リーグ開幕戦、対阪神タイガース戦において、「9番・指名打者」で二軍公式戦に初出場し、5回に適時三塁打を放ち、初安打・初打点を、同月25日に行われたウエスタン・リーグ対オリックス・バファローズ戦において初本塁打を記録する。7月13日に草薙球場で行われたフレッシュオールスターゲーム2017において、ウエスタン選抜として出場する。一軍公式戦の出場機会は無かったが、二軍公式戦において21試合に出場し、打率.256、2本塁打、9打点、三軍戦において64試合に出場し、打率.257、7本塁打、27打点、12盗塁の成績を残す。11月10日、同月25日から台湾で開催された2017アジアウインターベースボールリーグに、辞退した谷川原健太に代わり、NPBウエスタン選抜として出場した。
2018年、オープン戦に出場したものの、開幕を二軍で迎えた。二軍公式戦において15試合に出場し、打率.250、1本塁打、2打点の成績を残した。
2019年、5月16日に初の一軍昇格。5月26日の千葉ロッテマリーンズ戦で代打でプロ初出場を果たし、初球で頭部への死球を受けた。内角高めのカーブをしゃがんで避けた結果ちょうど頭部に当たってしまったもので、九鬼に怪我はなく、また投手の石川歩も危険球退場にはならなかった。
2020年、7月5日の北海道日本ハムファイターズ戦でプロ初の先発出場を果たすと、第1打席で河野竜生からプロ初安打、初打点、初本塁打となる左越えのソロ本塁打を放った。その試合を含め一軍戦計5試合に出場したものの、首の違和感のために9月3日に出場選手登録を抹消され、その後はファームの試合にも出場せず、同月30日、大阪市内の病院で頸椎前方除圧固定術および自家骨移植を受け、復帰まで約6か月を要する見込みとなり、同シーズン中の復帰は絶望となった。
2021年、上記の手術の影響もあり、一軍昇格は6月18日と遅れた。7月7日の対千葉ロッテマリーンズ戦では適時打を記録する。しかしそれ以降はチャンスは無く、一軍は3試合の出場にとどまった。
2022年、一軍昇格のチャンスは得られず二軍でも44試合の出場に留まる。11月9日、現状維持の650万円（金額は推定）で契約を更改した。
2023年も一軍戦出場はなく、二軍戦出場機会も前年より減り、27試合出場にとどまった。シーズン終了後の10月22日、戦力外通告を受けた。その後、DeNAが獲得調査をしていることが報じられた。

### DeNA時代
2023年12月6日、横浜DeNAベイスターズと育成選手として契約することが発表された。推定年俸は650万円。背番号は116。
2024年は二軍戦25試合で捕手、14試合で一塁手のポジションに就いた。計55試合に出場し、打率.264、3本塁打、10打点の打撃成績だった。
2025年の春季キャンプはA班で過ごし、オープン戦期間中の3月13日に庄司陽斗とともに支配下に昇格した。背番号は95に変更された。二軍で打率3割台と好調を維持し、5月2日に一軍昇格。出場3試合目となる5月10日の広島東洋カープ戦（横浜スタジアム）で、代打で床田寛樹から中前安打を打ち、移籍後初安打を記録した。以降、一軍に登録されたまま二軍戦にも時折先発出場しつつ、一軍では右の代打として出場を続けた。5月30日に登録を抹消された。

## 選手としての特徴
強肩強打の捕手で、高校時代のスローイングタイムは1.8秒台。ドラフト入団時には「将来の正捕手候補」と評価されていた。高校時代には50メートル走6秒0だった俊足も持ち合わせる。

## 人物
- 九鬼水軍を率いた戦国武将九鬼嘉隆の末裔[43]。
- 父親は当時の蔦文也監督が率いていた徳島県立池田高等学校の野球部出身[44]。やまびこ打線の主軸打者として春夏4度（1986年春・1986年夏・1987年春・1987年夏）の甲子園出場を果たしており、池田が全国優勝を果たした1986年春の選抜では控え捕手としてベンチ入りしていた。
- 母親は扇城高校（現在の東九州龍谷高等学校）のバレーボール部出身。セッターとして、春高、インターハイ、国体の三冠を達成し、実業団でもプレーをした。
- 熊本地震の後は受けた被害からの復興に向け、積極的にボランティア活動も行った。

## 詳細情報

### 年度別打撃成績
| 年 度     | 球 団        | 試 合 | 打 席 | 打 数 | 得 点 | 安 打 | 二 塁 打 | 三 塁 打 | 本 塁 打 | 塁 打 | 打 点 | 盗 塁 | 盗 塁 死 | 犠 打 | 犠 飛 | 四 球 | 敬 遠 | 死 球 | 三 振 | 併 殺 打 | 打 率 | 出 塁 率 | 長 打 率 | O P S |
| --------- | ------------ | ----- | ----- | ----- | ----- | ----- | -------- | -------- | -------- | ----- | ----- | ----- | -------- | ----- | ----- | ----- | ----- | ----- | ----- | -------- | ----- | -------- | -------- | ----- |
| 2019      | ソフトバンク | 2     | 3     | 2     | 0     | 0     | 0        | 0        | 0        | 0     | 0     | 0     | 0        | 0     | 0     | 0     | 0     | 1     | 1     | 0        | .000  | .333     | .000     | .333  |
| 2020      | ソフトバンク | 5     | 5     | 4     | 2     | 1     | 0        | 0        | 1        | 4     | 1     | 0     | 0        | 0     | 0     | 1     | 0     | 0     | 2     | 0        | .250  | .400     | 1.000    | 1.400 |
| 2021      | ソフトバンク | 3     | 2     | 2     | 0     | 1     | 0        | 0        | 0        | 1     | 1     | 0     | 0        | 0     | 0     | 0     | 0     | 0     | 0     | 0        | .500  | .500     | .500     | 1.000 |
| 通算：3年 | 通算：3年    | 10    | 10    | 8     | 2     | 2     | 0        | 0        | 1        | 5     | 2     | 0     | 0        | 0     | 0     | 1     | 0     | 1     | 3     | 0        | .250  | .400     | .625     | 1.025 |

- 2024年度シーズン終了時

### 年度別守備成績
| 年 度 | 球 団        | 捕手  | 捕手  | 捕手  | 捕手  | 捕手  | 捕手     | 捕手  | 捕手     | 捕手     | 捕手     | 捕手     |
| 年 度 | 球 団        | 試 合 | 刺 殺 | 補 殺 | 失 策 | 併 殺 | 守 備 率 | 捕 逸 | 企 図 数 | 許 盗 塁 | 盗 塁 刺 | 阻 止 率 |
| ----- | ------------ | ----- | ----- | ----- | ----- | ----- | -------- | ----- | -------- | -------- | -------- | -------- |
| 2019  | ソフトバンク | 1     | 4     | 0     | 0     | 0     | 1.000    | 0     | 0        | 0        | 0        | ----     |
| 2020  | ソフトバンク | 4     | 15    | 2     | 0     | 0     | 1.000    | 0     | 4        | 4        | 0        | .000     |
| 2021  | ソフトバンク | 3     | 5     | 1     | 0     | 0     | 1.000    | 0     | 0        | 0        | 0        | ----     |
| 通算  | 通算         | 8     | 24    | 3     | 0     | 0     | 1.000    | 0     | 4        | 4        | 0        | .000     |

- 2024年度シーズン終了時

### 記録
初記録
- 初出場・初打席：2019年5月26日、対千葉ロッテマリーンズ12回戦（ZOZOマリンスタジアム）、7回表に甲斐拓也の代打で出場、石川歩から死球
- 初先発出場：2020年7月5日、対北海道日本ハムファイターズ6回戦（札幌ドーム）、「9番・捕手」で先発出場
- 初安打・初打点・初本塁打：同上、3回表に河野竜生から左越ソロ

### 背番号
- 65（2017年[8] - 2023年）
- 116（2024年[30] - 2025年3月12日）
- 95（2025年3月13日[35] - ）

### 登場曲
- 「Left & Right ～名も無き足跡～」湘南乃風（2017年 - 2018年）
- 「助演男優賞」Creepy Nuts（2019年 - ）
- 「DUN DUN」EVERGLOW（2021年）
- 「gogobebe」MAMAMOO（2022年 - ）

### 代表歴
- 第11回 BFA U-18アジア選手権大会:日本代表[46]